# Hiszpański więzień
Hiszpański więzień (ang. The Spanish Prisoner) – amerykański thriller z 1997 roku oparty na scenariuszu i reżyserii Davida Mameta. Wyprodukowany przez Sony Pictures Classics.
Premiera filmu w Kanadzie odbyła się 8 września 1997 roku podczas 22. Międzynarodowego Festiwalu Filmowego w Toronto, natomiast w Stanach Zjednoczonych odbyła się 3 kwietnia 1998 roku.

## Opis fabuły
Joe Ross (Campbell Scott), autor cennego wynalazku, otrzymuje zaproszenie na Karaiby. Spotyka się tam ze swoim szefem oraz całą kadrą dyrektorską. Odnosi wrażenie, że wszyscy chcą go oszukać. Jedyną osobą, której ufa, jest prawnik George Lang. On jednak wkrótce zostaje zamordowany.

## Obsada
- Campbell Scott jako Joe Ross
- Steve Martin jako Jimmy Dell
- Rebecca Pidgeon jako Susan
- Ben Gazzara jako pan Klein
- Ricky Jay jako George Lang
- Felicity Huffman jako agent FBI McCune

i inni